# Pigeons voyageurs de l'armée française pendant la guerre de 1870
Durant la guerre de 1870, particulièrement à l'occasion du siège de Paris des pigeons voyageurs ont été utilisés par les Français pour communiquer à l'insu de l'occupant prussien.

## Situation
Pendant la guerre franco-prussienne de 1870, alors que les Français sont en déroute devant les Prussiens et que Paris est assiégée, le 4 septembre 1870, les Parisiens envahissent le palais Bourbon, permettant aux députés républicains (Gambetta, Jules Favre, Jules Ferry…) de proclamer la République et la fin du second Empire. Ces derniers créent un gouvernement provisoire, le gouvernement de la Défense nationale qui décide de rester à Paris menacée d'encerclement. Une Délégation du Gouvernement est néanmoins installée à Tours pour coordonner les opérations militaires en province. Gambetta parti rejoindre la Délégation de Tours, le 7 octobre, en ballon monté, accompagné de nombreux pigeons.

## Les pigeons

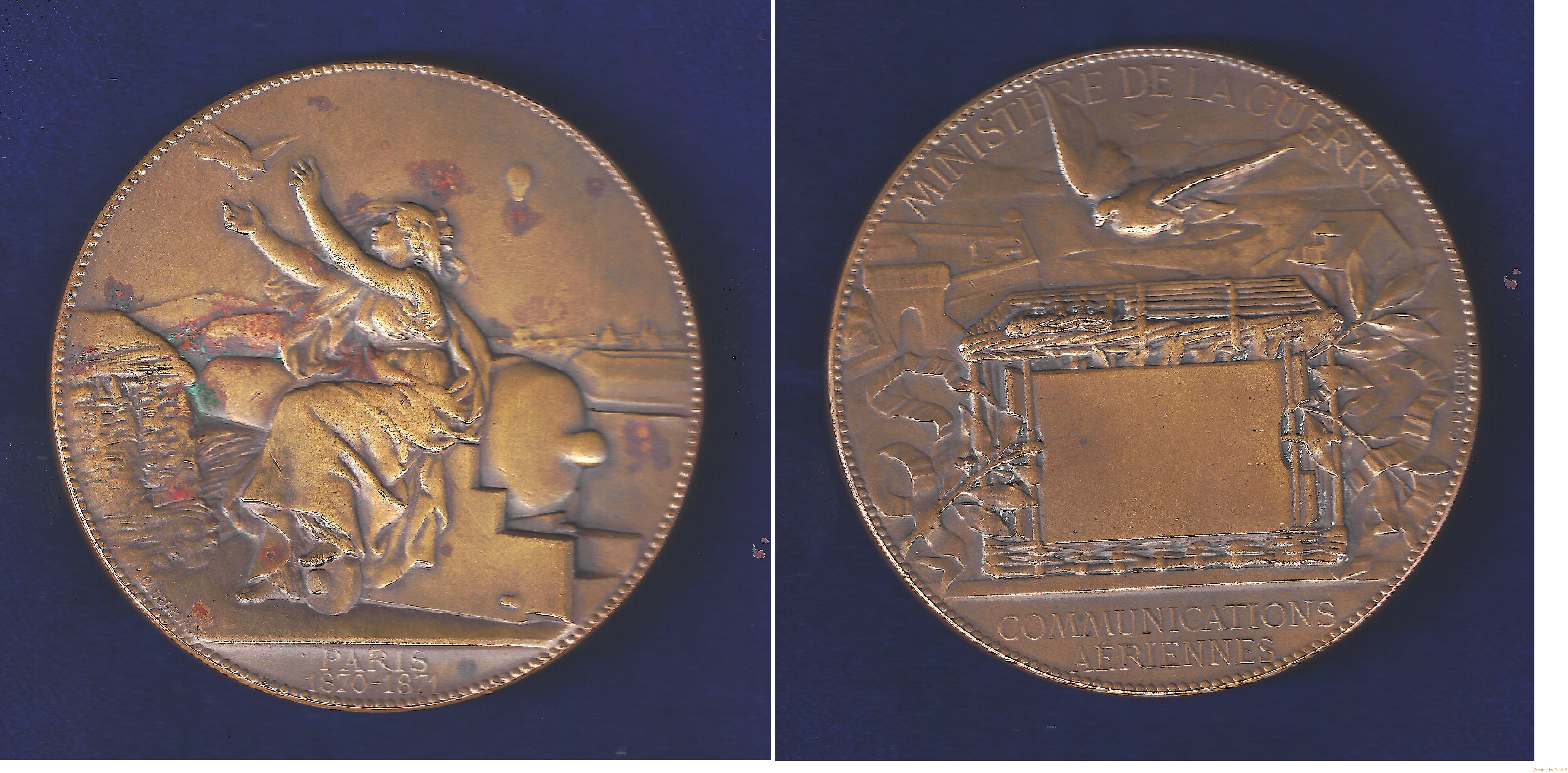
La médaille des communications aériennes du siège de Paris (1870-1871), éditeur ministère de la Guerre, sculpteur Charles Degeorge.

Le 6 septembre, le préfet français du département du Nord, Achille Testelin, sur conseil de M. Hassebroucq, président du tribunal de commerce de Roubaix, décide d’envoyer à Paris, avant que les lignes de chemin de fer ne soient coupées, des pigeons qui pourraient rapporter des nouvelles de la capitale. Mille cinq-cents pigeons sont réunis à Roubaix et Tourcoing, accompagnés de deux colombophiles (J. François de Tourcoing, H. Leman de Roubaix). 
Trois jours plus tard, les pigeons sont à Paris où ils seront nourris et soignés au bois de Boulogne pour une partie et sous les charpentes du Jardin d'acclimatation pour les autres. Roubaix et Tourcoing pourront ainsi recevoir des nouvelles de Paris. Inversement, durant le siège de Paris, ce seront 64 ballons qui exporteront des pigeons parisiens, afin qu’ils y rapportent ensuite des nouvelles du gouvernement, puis à partir du 4 novembre des correspondances privées à destination des assiégés.
Du fait qu'un important chargement de pigeons n'a pu quitter Paris par le dernier train, il a fallu expédier les pigeons vers la province par ballon, accompagnant les voyageurs et le courrier. On estime à 381 le nombre de pigeons ainsi transportés par ballon. Certains seront capturés par l'occupant, d'autres reviendront sans message, beaucoup se perdront (les pigeons sont désorientés par la neige et le brouillard). Seuls une cinquantaine parvinrent à rapporter du courrier. Ce sera la seule voie efficace de transport d'informations de la province vers Paris durant le siège.
Le 17 novembre 1870 le pigeon voyageur Gambetta apporte, à Paris, la nouvelle de la victoire de Coulmiers.
Des pigeons envoyés de Perpignan en décembre 1870 permettent de communiquer avec Bruxelles en à peine dix heures.

## Les microfilms
C’est à cette époque que le photographe René Dagron a inventé l’ancêtre du microfilm, avec un procédé de miniaturisation de texte, plans ou photos sur une pellicule de quelques mm², permettant à un seul pigeon de facilement transporter 2 000 à 3 000 messages. 115 000 dépêches officielles et plus de 1 000 000 messages privés auraient ainsi été aéropostés à Paris ou à partir de Paris.
Les télégrammes destinés à Paris étaient centralisés à Tours. Ils étaient condensés une première fois par typographie et assemblés tels les colonnes d'un journal. Puis ils étaient photographiés et microfilmés.
Un seul pigeon dans un tuyau de plume pouvait ramener à Paris 15 000 dépêches privées ou l'équivalent de 500 pages de dépêches officielles. Un volumineux rapport de Gambetta fut condensé sur une pellicule ayant la taille d'un ongle.
À l'arrivée, les messages étaient amplifiés à l'aide de microscopes électriques, recopiés et expédiés aux destinataires.
Plus de 100 000 dépêches furent ainsi reçues à Paris pendant le siège.
Beaucoup de pigeons ne revinrent jamais, égarés par les intempéries, victimes de faucons amenés par les Prussiens ou tués par les chasseurs : sur 363 pigeons emportés de Paris, il n'en rentra que 57.
Après la guerre, Edgar Quinet suggéra qu'un pigeon voyageur soit symbolisé dans les armoiries de Paris.

## Aspects réglementaires
Comme ce sera le cas durant la guerre de 1914-1918, l'occupant prussien interdit la détention de pigeons sous peine de mort. Les lanciers uhlans traquent et chassent les pigeons, ainsi que nombre de paysans et d’urbains qui ne veulent pas être confondus avec des espions ou « résistants », d’autant plus que le pigeon est un grand consommateur des pois et de grains qui ont rapidement manqué, tant pour les hommes que pour les chevaux. Côté français, Léon Gambetta décide d'appliquer la peine de mort à toute personne prise en flagrant délit de chasse au pigeon afin de protéger les oiseaux porteurs de messages.